# 卜魯斯
卜魯斯爵士（英語：Sir Frederick William Wright-Bruce，1814年4月14日—1867年9月19日），英國外交官。生於蘇格蘭法夫。父親是托马斯·布魯斯，第七代額爾金伯爵。兄長是詹姆斯·布魯斯，第八代額爾金伯爵。

## 生平
卜魯斯經過短期的法律生涯後，於1842年2月9日隨阿什伯頓勳爵出使前往華府，並在同年9月返回到英國。1844年至1846年任香港輔政司。1846年6月27日，成為紐芬蘭省省督。1847年7月23日，被往蘇克雷出任英國駐玻利維亞總領事。1848年4月14日，改任代理公使。1851年8月29日，任烏拉圭代理公使。1853年8月3日，任英國駐埃及總領事。1857年跟隨長兄額爾金到達中國，出任首席秘書，協助額爾金與清政府簽訂《天津條約》。1858年12月2日，獲委任為英國駐華公使，負責到北京換約。1859年6月20日聯同法國公使布爾布隆、美國公使華若翰到達大沽口，清政府要求公使往北塘登陸，並由清軍保護到北京換約，但遭聯軍到拒絕，雙方因而爆發第二次大沽口之戰。